# Caryl Phillips

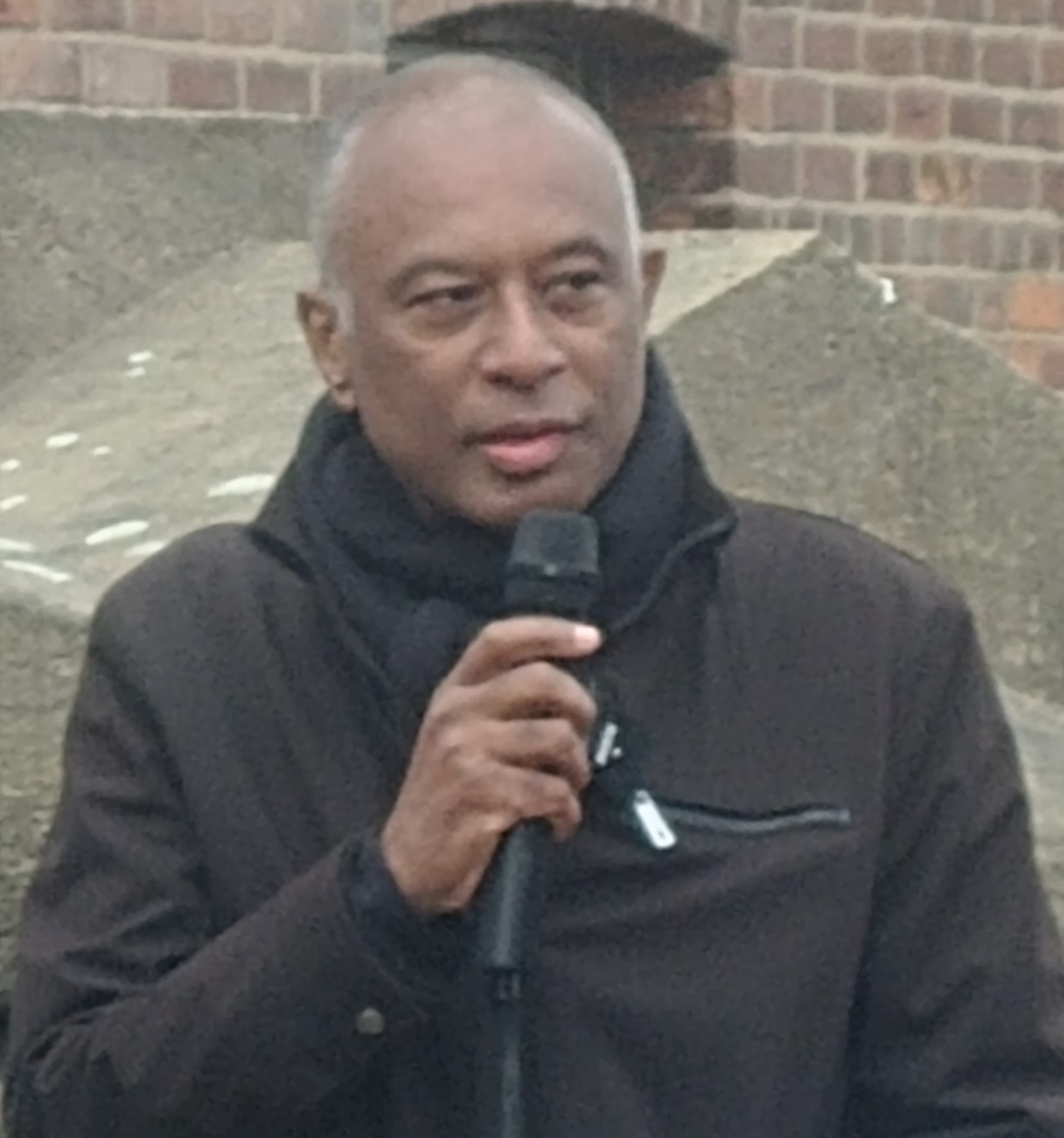
Caryl Phillips (2022)

Caryl Phillips (* 13. März 1958) ist ein englischsprachiger Schriftsteller, Dramatiker und Essayist. Er hat eine British African-Caribbean-Herkunft, denn er stammt von St. Kitts und Nevis. Er ist bekannt durch mehrere Romane, für welche er zahlreiche Preise gewonnen hat. Seine fictionalen Werke sind geprägt durch die Selbstfindungsprozesse und Erfahrungen von Menschen der Afrikanischen Diaspora in England, der Karibik und den Vereinigten Staaten. Neben seiner schriftstellerischen Tätigkeit hat Phillips an einigen akademischen Institutionen gewirkt, wie dem Amherst College, Barnard College und der Yale University, wo er seit 2005 den Posten des Professor of English hält.

## Leben
Caryl Phillips wurde am 13. März 1958 in St. Kitts geboren. Seine Eltern waren Malcolm und Lillian Phillips. Bereits als er vier Monate alt war, zog seine Familie nach England und wohnte in Leeds, Yorkshire. 1976 errang Phillips einen Platz am Queen’s College, Oxford University, wo er Kurse in Englisch belegte und bereits 1979 einen Abschluss erhielt. In Oxford machte er sich als Regisseur zahlreicher Dramen einen Namen und verbrachte seine Sommer mit Jobs als Bühnenarbeiter (Stagehand) beim Edinburgh Festival. Nach dem Abschluss zog er nach Edinburgh, wo er ein Jahr lang vom Arbeitslosengeld lebte und in der Zeit sein erstes Stück verfasste, Strange Fruit (1980), welches vom Crucible Theatre in Sheffield aufgeführt wurde. Phillips zog nach London, wo er zwei weitere Stücke verfasste: Where There is Darkness (1982) und Shelter (1983). Diese Stücke wurden im Lyric Hammersmith aufgeführt.
Im Alter von 22 Jahren besuchte er St. Kitts das erste Mal seit dem Wegzug seiner Familie 1958. Die Reise lieferte Inspiration für seinen ersten Roman The Final Passage, der fünf Jahre später veröffentlicht wurde. Nach der Veröffentlichung seines zweiten Buches A State of Independence (1986) ging Phillips auf eine einmonatige Reise durch Europa, deren Erlebnisse er in seiner Essay-Sammlung The European Tribe 1987 verarbeitete. Während den späten 1980ern und frühen 1990ern lebte Phillips abwechselnd in England und St. Kitts, während er an seinen Romanen Higher Ground (1989) und Cambridge (1991) arbeitet.
1990 nahm Phillips die Stelle eines Visiting Writer am Amherst College in Amherst, Massachusetts an. Er blieb acht Jahre am Amherst College und wurde der jüngste English Tenured Professor in den Vereinigten Staaten, als er 1995 auf die Stelle befördert wurde. In dieser Zeit schrieb er den Roman Crossing the River (1993), mit dem er den Commonwealth Writers’ Prize und den James Tait Black Memorial Prize gewann. Außerdem kam er auf die Auswahlliste des Booker Prize. Nachdem er die Stelle in Amherst angetreten hatte, pflegte Phillips mehrere Jahre lang einen „triangulären Lebensstil“ (a sort of triangular thing) mit Wohnungen in England, St Kitts und den Vereinigten Staaten.
Dieser Lebensstil war jedoch „unglaublich erschöpfend“ (incredibly exhausting) und „verboten teuer“ (prohibitively expensive), so dass Phillips letztlich entschied seine Residenz in St. Kitts aufzugeben, auch wenn er regelmäßig zu Besuchen zurückkehrt. 1998 ging er ans Barnard College der Columbia University als Henry R. Luce Professor of Migration and Social Order. 2005 ging er an die Yale University, wo er seither als Professor für Englisch tätig ist. Er wurde 2000 als Elected Fellow der Royal Society of Literature gewählt und 2011 Elected Fellow der Royal Society of Arts.

## Werke
Phillips hat Themen des Afrikanischen Sklavenhandels aus zahlreichen Blickwinkeln beleuchtet und seine Schriften beschäftigen sich mit Themen der „Herkunft, Zugehörigkeit und Exklusion“ (origins, belongings and exclusion). Ein ausgezeichnetes Beispiel dafür ist sein Roman The Lost Child (2015). Phillips’ Werk hat zahlreiche Preise eingeheimst, unter anderem den Martin Luther King Memorial Prize, ein Guggenheim Fellowship, den James Tait Black Memorial Prize für Crossing the River 1993 und den Commonwealth Writers’ Prize Best Book award für A Distant Shore 2004.
Außerdem den PEN/Beyond Margins Award für Dancing in the Dark 2006.

### Bibliographie
Romane
- The Final Passage (Faber and Faber 1985. ISBN 978-0-571-13437-3; Picador, 1995, paperback ISBN 978-0-571-13437-3)
- A State of Independence (Faber and Faber 1986. ISBN 978-0-571-13910-1; paperback ISBN 978-0-571-19679-1)
- Higher Ground: A Novel in Three Parts (Viking 1989. ISBN 978-0-670-82620-9)
- Cambridge (Bloomsbury 1991; Vintage 2008. paperback ISBN 978-0-09-952056-6)
- Crossing the River (Bloomsbury 1993. ISBN 978-0-7475-1497-8)
- The Nature of Blood (1997; Vintage 2008. paperback ISBN 978-0-09-952057-3)
- A Distant Shore (Secker 2003. hardback ISBN 978-0-436-20564-4; Vintage 2004. paperback ISBN 978-0-09-942888-6)
- Dancing in the Dark (Secker 2005. ISBN 978-0-436-20583-5)
- Foreigners: Three English Lives (Harvill Secker 2007. ISBN 978-0-436-20597-2)
- In the Falling Snow (Harvill Secker 2009. hardback ISBN 978-1-84655-306-6; Vintage 2010. paperback ISBN 978-0-09-953974-2)
- The Lost Child (Oneworld Publications 2015. hardback ISBN 978-1-78074-699-9, paperback ISBN 978-1-78074-798-9)
- A View of the Empire at Sunset: A Novel (Farrar, Straus and Giroux 22. Mai 2018. hardback ISBN 978-0-374-28361-2)

Essay-Sammlungen
- The European Tribe (Faber and Faber 1987.)
- The Atlantic Sound (Faber and Faber 2000. ISBN 978-0-571-19620-3)
- A New World Order: Selected Essays (Martin Secker & Warburg 2001. ISBN 978-0-436-20560-6)
- Colour Me English (Harvill Secker 2011. paperback ISBN 978-1-84655-305-9)

Herausgeberschaft
- Extravagant Strangers: A Literature of Belonging (Faber and Faber 1997. ISBN 978-0-571-19086-7)

Drama
- The Shelter (Amber Lane Press 1984. ISBN 978-0-906399-49-1)
- Playing Away (Faber and Faber 1987. ISBN 978-0-571-14583-6)
- A Kind of Home – James Baldwin in Paris. (BBC Radio 4, 9. Januar 2004)[21]
- Hotel Cristobel (BBC Radio 3, 13. März 2005)[22]
- A Long Way from Home (BBC Radio 3, 30. März 2008)[23][24]

## Auszeichnungen
- 2025 Mitglied der American Academy of Arts and Sciences
- 2021 Mitglied der American Academy of Arts and Letters
- 2012 Best of the James Tait Black, Shortlist, Crossing the River[25][26]
- 2011 Fellow der Royal Society of Arts
- 2006 Commonwealth Writers Prize, A Distant Shore
- 2004 Commonwealth Writers Prize, Crossing the River
- 2000 Fellow der Royal Society of Literature
- 1994 Lannan Literary Award
- 1994 James Tait Black Memorial Prize, Crossing the River
- 1993 Guggenheim Fellowship
- 1987 Martin Luther King Memorial Prize, The European Tribe